# Керімов Алі Габіб огли
Алі Габіб огли Керімов (20 вересня 1919, місто Баку, тепер Азербайджан — 5 червня 2000, місто Баку, Азербайджан) — азербайджанський радянський діяч, заступник голови Ради міністрів Азербайджанської РСР, секретар ЦК КП Азербайджану, 1-й секретар Бакинського міського комітету КП Азербайджану, 1-й секретар ЦК ЛКСМ Азербайджану, міністр внутрішніх справ Азербайджанської РСР, генерал-майор. Депутат Верховної ради Азербайджанської РСР 2-го, 4—7-го, 11-го скликань. Депутат Верховної ради СРСР 3-го, 5-го, 8—10-го скликань.

## Життєпис
Народився в селянській родині, батько працював службовцем.
Після закінчення середньої школи з 1937 по 1942 рік навчався на нафтомеханічному факультеті Азербайджанського індустріального інституту імені Азізбекова, здобув спеціальність інженера-нафтохіміка. Під час навчання обирався секретарем комсомольської організації факультету, а потім інституту.
У 1942—1943 роках — бракувальник, контрольний майстер, заступник начальника відділу технічного контролю заводу імені Дзержинського в Баку. Також очолював заводську комсомольську організацію.
Член ВКП(б) з січня 1943 року.
У 1943—1944 роках — 1-й секретар Орджонікідзевського районного комітету ЛКСМ Азербайджану міста Баку.
У липні 1944 — вересні 1945 року — секретар Бакинського міського комітету ЛКСМ Азербайджану із пропаганди та агітації.
У вересні 1945 — жовтні 1947 року — 1-й секретар Бакинського міського комітету ЛКСМ Азербайджану.
Заочно закінчив Вищу партійну школу при ЦК ВКП(б).
У жовтні 1947—1952 роках — 1-й секретар ЦК ЛКСМ Азербайджану.
У 1952—1956 роках — завідувач відділу ЦК КП Азербайджану.
13 серпня 1956 — 4 лютого 1960 року — міністр внутрішніх справ Азербайджанської РСР.
4 лютого 1960 — 22 грудня 1965 року — заступник голови Ради міністрів Азербайджанської РСР.
Одночасно, 27 грудня 1962 — 22 грудня 1965 року — секретар ЦК КП Азербайджану — голова Комітету партійно-державного контролю ЦК КП Азербайджану та РМ Азербайджанської РСР.
22 грудня 1965 — 7 травня 1970 року — голова Комітету народного контролю Азербайджанської РСР.
7 травня 1970 — 22 грудня 1980 року — 1-й секретар Бакинського міського комітету КП Азербайджану.
20 грудня 1980 — 13 жовтня 1987 року — голова Державного комітету Ради міністрів Азербайджанської РСР по праці. 13 жовтня 1987 — 22 травня 1991 року — голова Державного комітету Ради міністрів Азербайджанської РСР по праці і соціальним питанням.
У 1990—1992 роках — голова Центральної виборчої комісії народних депутатів Азербайджанської РСР (Азербайджанської Республіки).
Потім — на пенсії.
Помер 5 червня 2000 року.

## Звання
- генерал внутрішньої служби III рангу
- генерал-майор

## Нагороди
- два ордени Леніна (28.10.1948, 13.10.1980)
- орден Жовтневої Революції (25.08.1971)
- орден Трудового Червоного Прапора (1966)
- медаль «За оборону Кавказу» (1944)
- медаль «За доблесну працю у Великій Вітчизняній війні 1941—1945 рр.» (1945)
- медаль «За трудову доблесть»
- медалі